# سیارک ۲۳۷۲۹
سیارک ۲۳۷۲۹ (به انگلیسی: 23729 Kemeisha، نامگذاری:1998HH80) بیست و سه هزار و هفتصد و بیست و نهمین سیارک کشف شده‌است که در ۲۱ آوریل ۱۹۹۸ کشف شد.
قدر مطلق سیارک برابر ۱۷.۸ است.